# Silnik fizyki
Silnik fizyki (lub silnik fizyczny) – część oprogramowania zajmująca się symulacją układów fizycznych, takich jak układy brył sztywnych (z detekcją kolizji), dynamika płynów, odkształcenia ciał (ciała sprężyste). Silniki fizyczne znajdują głównie zastosowanie w grach komputerowych, naukowych symulacjach fizycznych i w filmach (efekty wygenerowane komputerowo, tak by wyglądały realistycznie pod względem fizyki).

## Opis
Silniki można podzielić na czasu rzeczywistego i wysokiej precyzji. Silniki czasu rzeczywistego są stosowane w grach, natomiast silniki wysokiej precyzji – wszędzie tam, gdzie szybkość nie jest wymagana, a liczy się dokładność. Silnik fizyczny jest w grach częścią silnika gry.

### Obliczenia naukowe
Pierwszy komputer ogólnego zastosowania, ENIAC, był używany do obliczeń fizycznych. Wykonano przy pomocy niego tabele artyleryjskie z uwzględnieniem siły wiatru. Z czasem silniki fizyki były coraz bardziej skomplikowane. Superkomputery wykorzystywano w latach 80. do obliczeń mechaniki płynów.

### Akceleracja sprzętowa obliczeń
Nowsze silniki fizyczne, takie jak PhysX, potrafią wykorzystać akcelerację sprzętową kart graficznych do symulacji fizyki (dzięki obliczeniom GPGPU). Mogą też wykorzystywać karty wyłącznie przeznaczone do akceleracji fizyki (Physics processing unit).